# Kościół św. Stanisława Biskupa i Męczennika w Myszkowie
Kościół świętego Stanisława Biskupa i Męczennika – rzymskokatolicki kościół parafialny należący do dekanatu Myszków archidiecezji częstochowskiej.

## Historia
Budowa świątyni została rozpoczęta w 1907 roku. Budowniczym kościoła był inżynier Wiktor Filipczyński. Prace zostały znacznie opóźnione przez odkrycie szybów dawnej kopalni rudy żelaza, które musiały być zasklepione. Po siedmiu latach wzniesiono mury i przykryto je dachem. W 1925 roku zbudowano wschodni szczyt świątyni i ukończono wnętrze. W 1926 roku o 11 metrów podniesiono wieżę. W 1928 roku został zbudowany frontowy szczyt świątyni. 
Jest to budowla murowana, wzniesiona w stylu neogotyckim, jednonawowa, zbudowana z cegły na planie prostokąta. Ściany zewnętrzne prezbiterium i nawy są podparte skarpami, wnętrze przykrywa sklepienie kolebkowo-krzyżowe.

## Organy
Organy wybudował Stanisław Krukowski w 1926 roku. Pierwotnie miały 20 głosów. Przebudowy i rozbudowy do stanu obecnego dokonał Józef Cisowski z Częstochowy. W 2013 roku przeprowadzono ich generalny remont. Stół gry jest umieszczony przed cokołem i pod podwyższoną szafą organową. Instrument posiada elektro-pneumatyczną trakturę gry .
Dyspozycja instrumentu:
| Manuał I           | Manuał II         | Pedał            |
| ------------------ | ----------------- | ---------------- |
| 1. Bourdon 16'     | 1. Pryncypał 8'   | 1. Puzonbas 16'  |
| 2. Pryncypał 8'    | 2. Kwinta ton 8'  | 2. Pryncypał 16' |
| 3. Salicet 8'      | 3. Flet Kryty 8'  | 3. Subbas 16'    |
| 4. Flet Otwarty 8' | 4. Dulcja 8'      | 4. Fletbas 8'    |
| 5. Klarnet 8'      | 5. Aeolina 8'     | 5. Oktawbas 8'   |
| 6. Trompet 8'      | 6. Vox ceolestis  | 6. Cello 8'      |
| 7. Oktawa 4'       | 7. Flet 4'        | 7. Chorałbas 4'  |
| 8. Rurflet 4'      | 8. Bachflet 4'    |                  |
| 9. Fugara 4'       | 9. Nassard 2 2/3' |                  |
| 10. Kwinta 2 2/3'  | 10. Róg nocny 2'  |                  |
| 11. Blokflet 2'    | 11. Progresja 3ch |                  |
| 12. Mikstura 4ch   | 12. Cymbel 3ch    |                  |
|                    | 13. Sifflet 1'    |                  |